# Maailma tarvitsee sankareita
Maailma tarvitsee sankareita è il quarto album pubblicato dal gruppo heavy metal finlandese Teräsbetoni.

## Tracce
1. Myrsky nousee – 4:26
2. Metalliolut – 3:33
3. Maailma tarvitsee sankareita – 4:32
4. Jumalten usva – 5:04
5. Mies – 3:32
6. Tunnemme sinut – 3:09
7. Uudestisyntynyt – 4:51
8. Thanatos – 3:59
9. Kostantinopoli – 6:22
10. Eteenpäin – 3:53
11. Gloria – 7:08

## Formazione
- Jarkko Ahola – voce, basso
- Arto Järvinen – chitarra, cori
- Viljo Rantanen – chitarra
- Jari Kuokkanen – batteria